# Fuerzas de Defensa Territorial de Ucrania
Las Fuerzas de Defensa Territoriales de Ucrania (en ucraniano: Війська територіальної оборони, romanizado: Viiska terytorialnoi oborony) es un componente de reserva militar de las Fuerzas Armadas de Ucrania.
Las Fuerzas de Defensa Territorial se formaron después de la reorganización de los batallones de defensa territorial, son milicias voluntarias creadas durante la guerra del Dombás bajo el mando del Ministerio de Defensa Ministerio de Defensa de Ucrania. Las unidades de Defensa Territorial existieron desde 2015 hasta 2021 en formas semiorganizadas hasta 2022, cuando se organizaron oficialmente en un cuerpo unificado que formó una rama separada de las Fuerzas Armadas de Ucrania.
Está formado por un núcleo de reservistas a tiempo parcial, generalmente ex veteranos de combate, y en casos de guerra puede ampliarse para incluir voluntarios civiles locales para la defensa local, en caso de movilización masiva, y se espera que el núcleo lidere a los voluntarios movilizados. El TDF se activó oficialmente con el inicio de la invasión rusa de Ucrania en 2022, y más de 100.000 civiles se habían ofrecido como voluntarios en marzo.
La Legión Internacional de Defensa Territorial de Ucrania, formada por voluntarios extranjeros, forma parte de las Fuerzas de Defensa Territorial.

## Historia

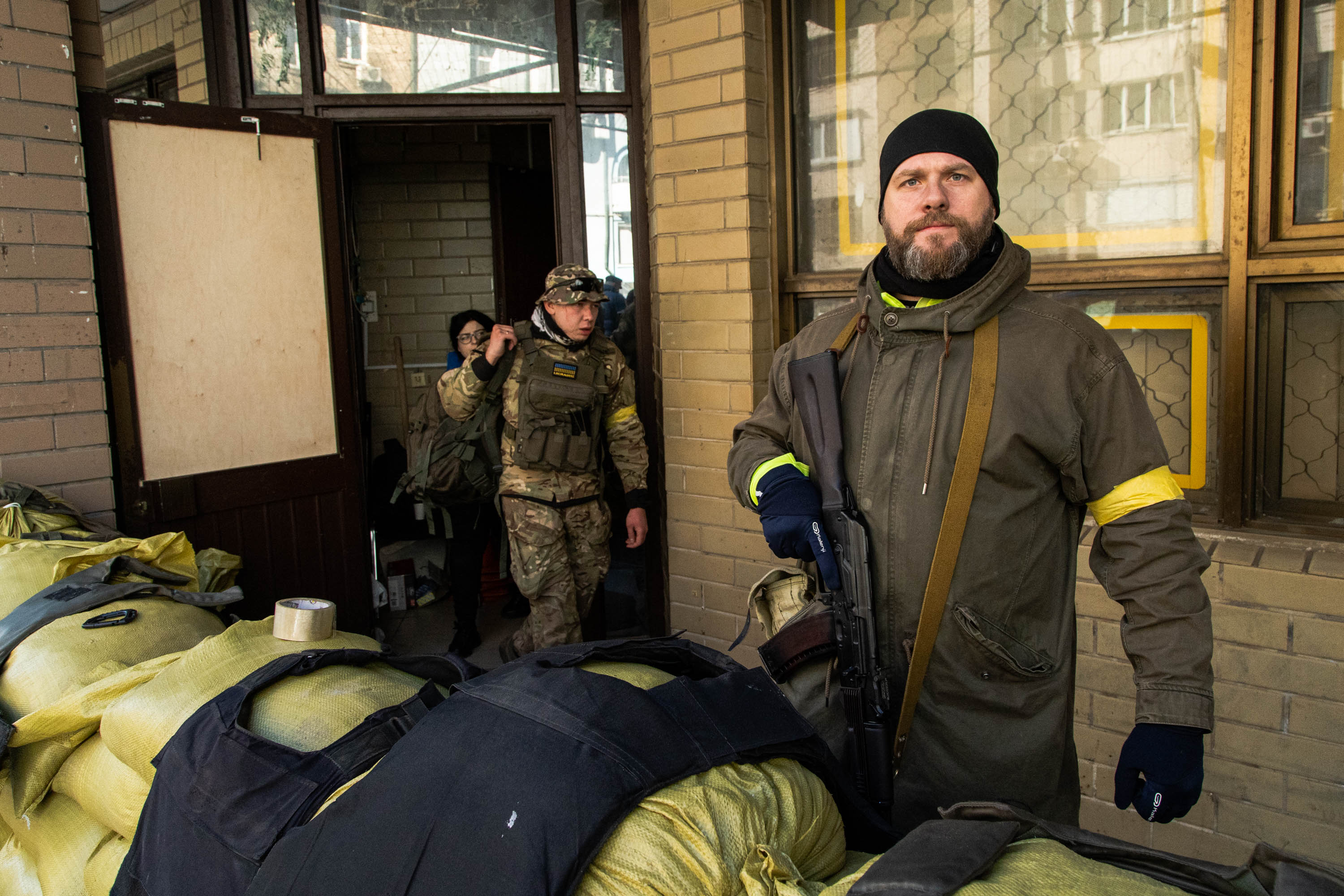
Soldados de las Fuerzas de Defensa Territorial durante la Batalla de Kiev, 25 de febrero de 2022

En 2014, las Fuerzas Armadas de Ucrania, sufrió una serie de derrotas militares; la Anexión de Crimea por Rusia condujo a la toma de control de la península cuando la mayoría de los militares se rindieron sin resistencia o desertaron a Rusia. Mientras que en las etapas iniciales guerra en el este, el ejército ucraniano tuvo una serie de reveses y derrotas contra las fuerzas separatistas prorrusas, ya que estaban mal preparados, mal equipados, carentes de profesionalismo, moral, espíritu de lucha y con una grave incompetencia en el alto mando.
A medida que la situación en el Dombás se deterioraba, muchos civiles comenzaron a formar milicias y grupos paramilitares voluntarios para luchar contra los separatistas, conocidos como los «Batallones de voluntarios». El Ministerio de Defensa de Ucrania comenzó a organizar y movilizar algunas de estas unidades bajo su mando como los Batallones de defensa territorial.  A los batallones de defensa territorial y otros batallones de voluntarios se les atribuyó haber mantenido la línea contra las fuerzas separatistas y haber permitido que el ejército ucraniano se reorganizara y movilizara.
A finales de 2014 el sistema de defensa territorial de Ucrania cambió. Los Batallones de defensa territorial fueron reorganizados y transferidos a la brigada de infantería mecanizada del Ejército. Para reemplazarlos, una nueva estructura de Las fuerzas de defensa territorial de las Fuerzas Armadas se fueron introduciendo gradualmente.
El ejemplo de las Fuerzas Ucranianas fue replicado más tarde por Polonia para construir sus propias fuerzas armadas, que a partir de 2016 implementaron una práctica similar.
El 25 de mayo de 2021, el presidente Volodímir Zelenski presentó una ley a la Rada Suprema (parlamento nacional de Ucrania) «sobre la base de la resistencia nacional» que proponía aumentar el número de fuerzas territoriales en 11 .000 militares. Las antiguas unidades de Defensa Territorial ahora se organizarían bajo las nuevas Fuerzas de Defensa Territorial como una rama independiente de las Fuerzas Armadas. Los veteranos de la guerra de Dombás de las Fuerzas Armadas de Ucrania, la Guardia Nacional de Ucrania y otras fuerzas paramilitares involucradas en el conflicto proporcionarían una columna vertebral para entrenar y liderar a los voluntarios movilizados.
El 16 de julio de 2021, el parlamento aprobó este proyecto de ley y el 29 de julio de 2021, Zelenski firmó la ley. El 1 de enero de 2022, las Fuerzas de Defensa Territorial se activaron oficialmente. La creación de la rama coincidió con el Ampliación militar rusa que había estado en curso desde 2021. El 11 de febrero de 2022, el número previsto de voluntarios aumentó de 1,5 a 2 millones.

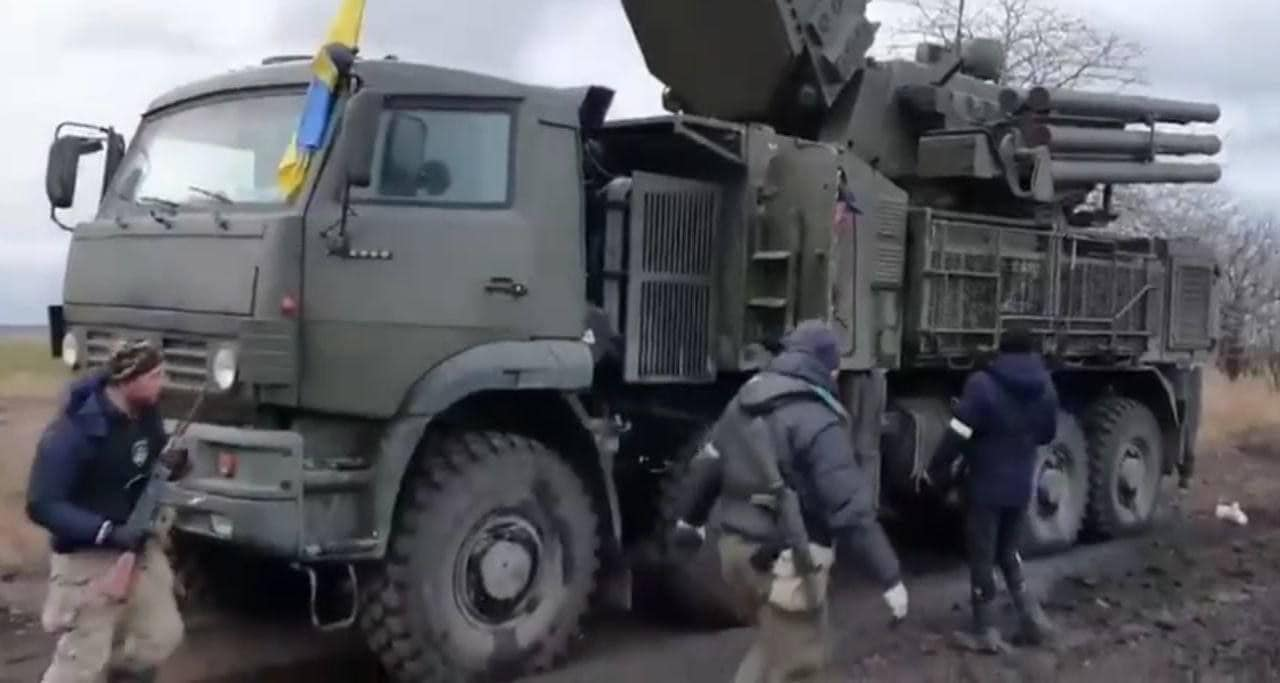
Miembros de la Fuerza Defensa Territorial con un Pantsir-S1 abandonado.

Como resultado de la ofensiva rusa del 2022, se activaron las reservas de las Fuerzas de Defensa Territorial y muchos civiles se unieron a los grupos locales de las Fuerzas de Defensa Territorial para luchar contra los invasores rusos. El 25 de febrero, durante la rápida ofensiva rusa en Kiev, el gobierno ucraniano distribuyó 18 000 armas para las personas que deseaban luchar en Kiev. Durante los días siguientes, las Fuerzas Territoriales participaron en diversas acciones de combate y batallas alrededor de Ucrania, apoyando a las Fuerzas Terrestres de Ucrania y a la Guardia Nacional de Ucrania. Hasta el 6 de marzo, casi 100 000 personas se habían ofrecido como voluntarias para las Fuerzas de Defensa Territorial.
Algunas unidades dejaron de aceptar voluntarios cuando alcanzaron su límite operativo. Hubo informes de voluntarios ucranianos que pagaron sobornos o utilizaron conexiones para unirse a la Defensa Territorial. El 27 de febrero, como resultado de que muchos extranjeros se ofrecieron como voluntarios para luchar por Ucrania, el presidente Zelenski creó la Legión Internacional de Defensa Territorial de Ucrania, una legión extranjera que fue puesta bajo el mando de las Fuerzas de Defensa Territorial. Un batallón del TDF, el batallón Bratstvo estuvo activo en múltiples campañas importantes durante la invasión de 2022, incluida la defensa de Kiev, la contraofensiva de Jarkóv, la liberación de Jersón y la Contraofensiva del sur de Ucrania de 2022. Actualmente está realizando operaciones fluviales a través de su unidad de fuerzas especiales.
Las Fuerzas de Defensa Territorial estaban a cargo de participar en el reclutamiento y participar en guerra de guerrillas en el territorio ocupado por las fuerzas rusas.
En Jersón, los civiles locales se unieron a las unidades TDF locales y formaron sistema de células clandestinas para realizar trabajos partisanos, como espionaje, sabotaje, asesinato y reconocimiento.
En septiembre de 2022, la 113.ª Brigada de Defensa Territorial también participó en la contraofensiva de Járkov, concretamente en dirección a Vovchansk. Las unidades ucranianas liberaron la mayor parte del Óblast de Járkov tras el colapso de las fuerzas rusas de primera línea. Esto se ha atribuido a la falta de líneas defensivas secundarias y terciarias.

## Tareas

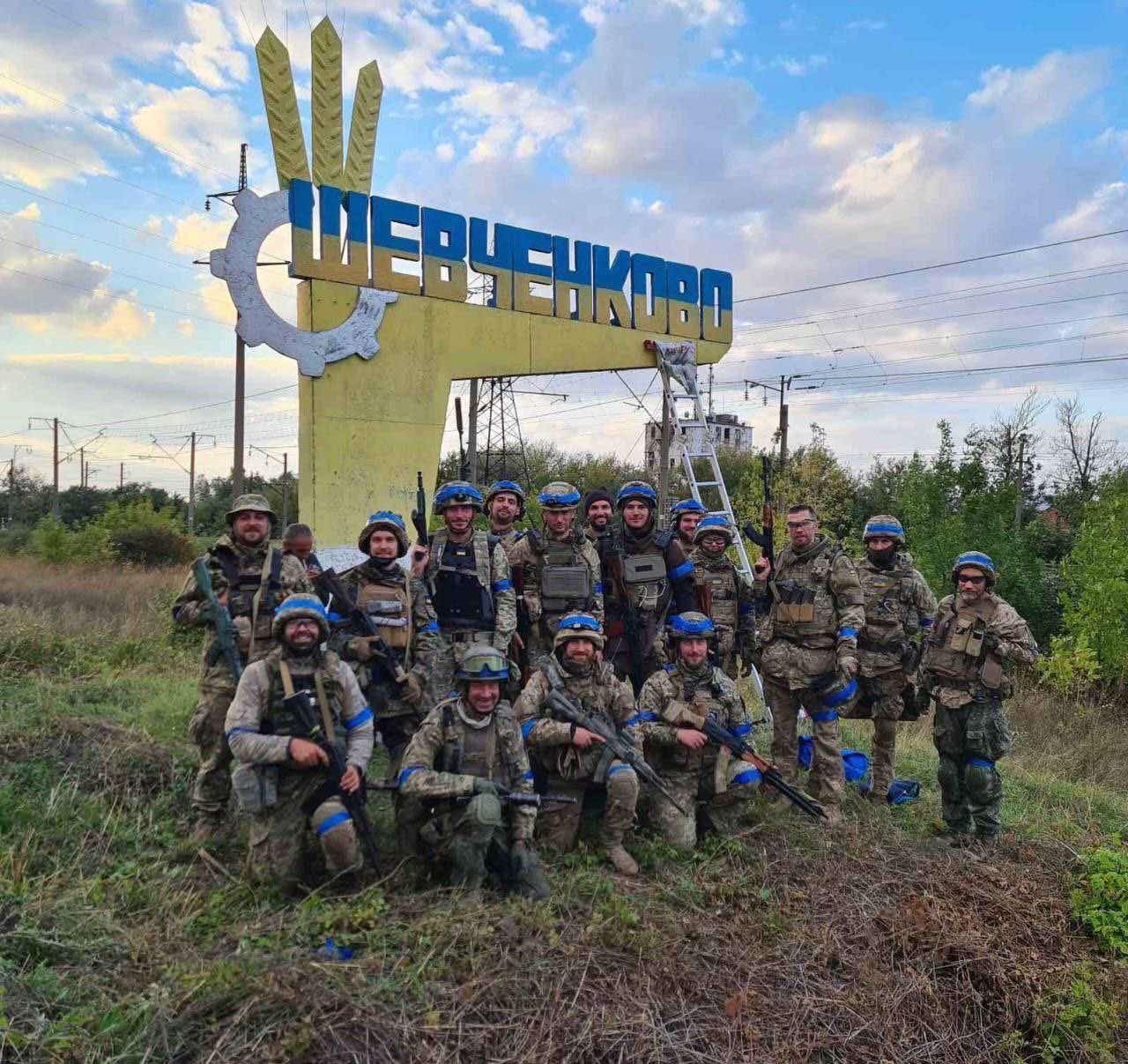
Soldados de las FST posando en frente de un cartel en Shevchenkove, Kúpiansk capturado después de la contraofensiva de Járkov

De acuerdo con la Constitución y la legislación aprobada por el Consejo Supremo (Ucrania), el TDF cumple las siguientes misiones:
- Protección de autoridades públicas, gobiernos locales, instalaciones críticas, empresas públicas importantes y comunicaciones.
- Despliegue en puestos de control
- Luchar contra el sabotaje y las fuerzas de inteligencia del enemigo y cualquier formación armada ilegal y saqueadores.
- Mantener la seguridad en cualquiera de las divisiones administrativas de Ucrania (regiones, ciudades, distritos y municipios)
- Organización de resistencia y (o) grupos guerrilleros – en caso de que el territorio sea capturado por el enemigo
- Proporcionar búsqueda y rescate y respuesta y mitigación de desastres durante casos de desastres naturales y provocados por el hombre en tiempos de paz.[25]

## Estructura
Las distintas divisiones territoriales de Ucrania se dividen en zonas de defensa según unidades administrativas de nivel superior (regiones, ciudades de estatus especial y República Autónoma de Crimea), que a su vez están subordinadas al mando operativo correspondiente de las Fuerzas Armadas de Ucrania en cuya zona de responsabilidad pertenecen estas unidades administrativas.
Cada comisaría militar forma una compañía de seguridad y las comisarías militares regionales, además, son responsables de los batallones de defensa territorial (BtrO, 27 batallones). Cada comisaría militar de distrito (ciudad) en su área de responsabilidad es responsable de formar de dos a cinco destacamentos del tamaño de una compañía, dependiendo de las tareas asignadas (ZgO, 490 + 111 (distritos en ciudades), 1202 unidades, al menos no tiene en cuenta los territorios ocupados). Plantilla aproximada: 423 428 (batallones: 13 284, compañías de guardia: 75 988, unidades de defensa: 334 165) personal de servicio.
Las brigadas de defensa territorial se reclutan sobre la base de la reserva militar y dependen de la oficina del comisionado militar regional.

### Brigada de defensa territorial
- Cuartel de la Brigada
- Compañía de Estado Mayor
- Entre cuatro y ocho batallones de infantería
- Compañía de soporte de fuego
- Contador-compañía de sabotaje
- Batería de morteros
- Unidades de apoyo de combate y apoyo logística

### Batallón de infantería independiente
- Cuartel del Batallón y Estado Mayor
- Compañía del Cuartel y Estado Mayor
- Tres compañías de infantería
- Compañía de apoyo del fuego
- Pelotón de reconocimiento
- Unidad de comunicaciones
- Pelotón de Ingeniería
- Pelotón de Soporte material
- Punto de control técnico
- Centro de salud
- Club
- Medida de unidad: 492 personas
- Armas: ZU-23-2, 82 mm mortero 2B9 «Vasilek» RPG-7, AK, PM
- Vehículos

### Compañía de Defensa de Comisaría militar
- Plana Mayor

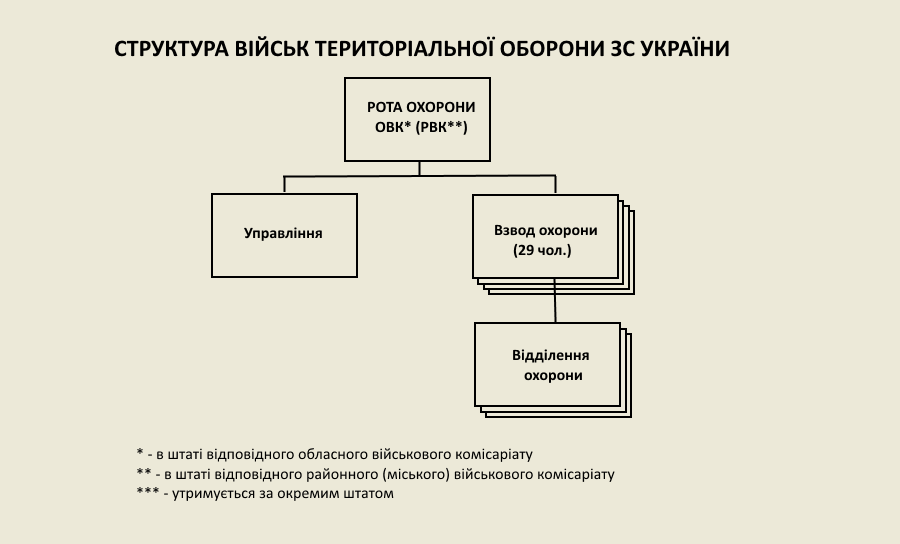

- 4 pelotones de defensa territorial
- Medida de unidad: 121 personas
- Armas: RPG-7, AK, PM
- Vehículos: automotriz

### Destacamento de defensa
- Unidad de control
- Nueve pelotones de infantería
- Departamento económico

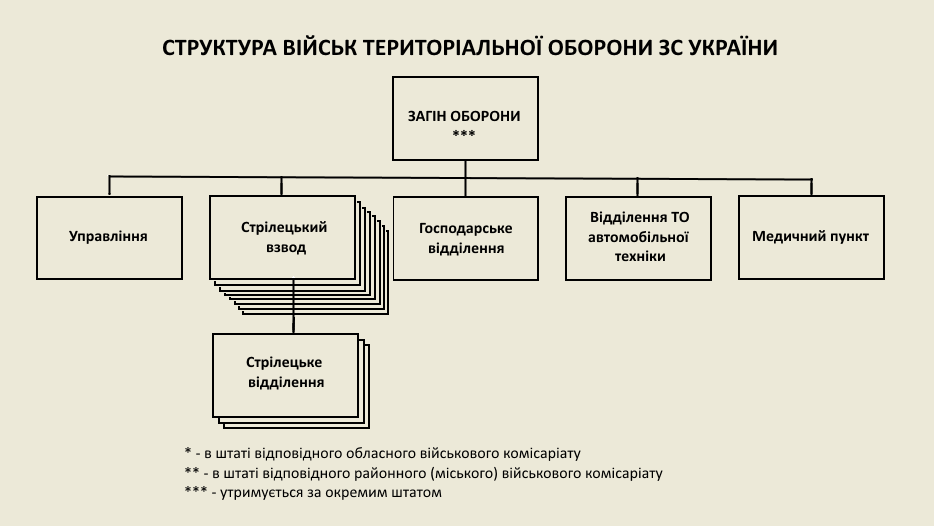

- Departamento de mantenimiento de ingeniería automotriz
- Centro de salud
- Medida de unidad: 278 personas
- Armas: RPG-7, AK, PM
- Electrodomésticos: Automotive

### Defensa Civil (Teroborona)
Los milicianos de la Defensa Civil del TDF, aunque son paramilitares, también están afiliados al Servicio Estatal de Emergencia de Ucrania. Están organizados de manera similar a los batallones y/o compañías territoriales.

### Legión Internacional
Como subdivisión de la TDFU, la Legión Internacional de Defensa Territorial está organizada como una división operativa con brigadas/regimientos o batallones independientes, estructurados de manera similar a los batallones territoriales mencionados anteriormente.

## Unidades

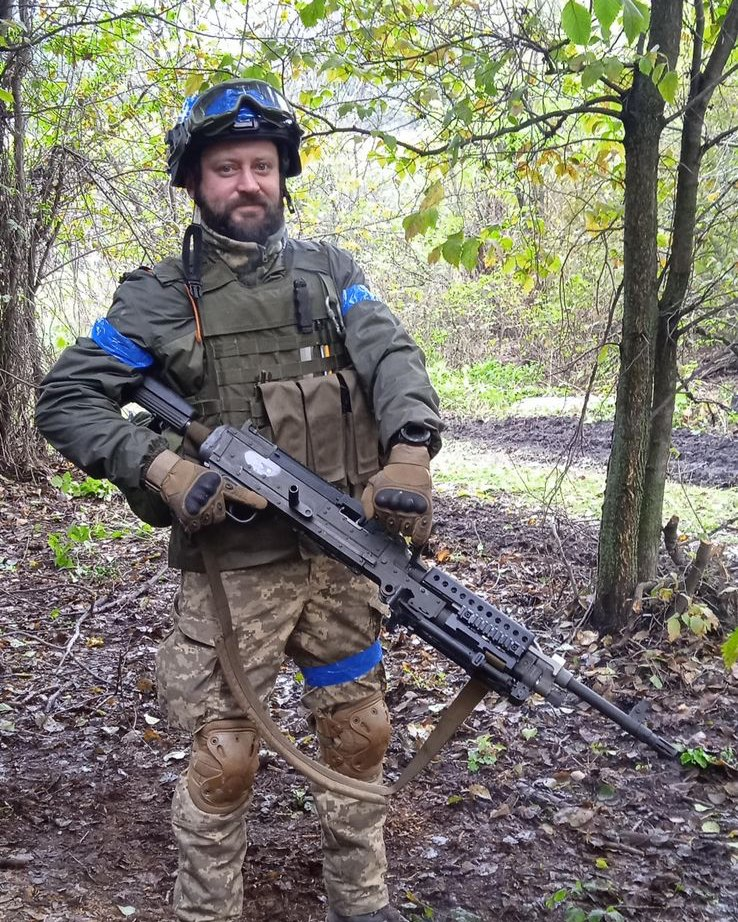
Un soldado de la 112.ª Brigada de Defensa Territorial armado con una ametalladora M240B

Hasta el año 2022 la estructura era la siguiente:

### Región oeste
- 101.º Brigada de Defensa Territorial Independiente
- 102.º Brigada de Defensa Territorial Independiente
- 103.º Brigada de Defensa Territorial Independiente (Leópolis)
- 104.º Brigada de Defensa Territorial Independiente
- 105.º Brigada de Defensa Territorial Independiente
- 106.º Brigada de Defensa Territorial Independiente
- 107.º Brigada de Defensa Territorial Independiente

### Región norte
- 1ª Brigada de Operaciones Especiales
- 112.º Brigada de Defensa Territorial Independiente (Kiev)
- 114.º Brigada de Defensa Territorial Independiente (Óblast de Kiev)
- 115.º Brigada de Defensa Territorial Independiente
- 116.º Brigada de Defensa Territorial Independiente
- 117.º Brigada de Defensa Territorial Independiente (Sumy)
- 118.º Brigada de Defensa Territorial Independiente (Cherkasy)
- 119.º Brigada de Defensa Territorial Independiente (Chernígov)

### Región este
- 108.º Brigada de Defensa Territorial Independiente
- 109.º Brigada de Defensa Territorial Independiente (Donetsk - Kramatorsk)
- 110.º Brigada de Defensa Territorial Independiente
- 111.º Brigada de Defensa Territorial Independiente (Lugansk - Severodonetsk)
- 113.º Brigada de Defensa Territorial Independiente (Járkov)

### Región sur
- 120.º Brigada de Defensa Territorial Independiente
- 121.º Brigada de Defensa Territorial Independiente (Kropivnitski)
- 122.º Brigada de Defensa Territorial Independiente
- 123.º Brigada de Defensa Territorial Independiente
- 124.º Brigada de Defensa Territorial Independiente (Jersón)

## Organización
La defensa territorial en toda Ucrania está organizada por el Estado Mayor de las Fuerzas Armadas de Ucrania, o los gobiernos regionales en las áreas relevantes, dentro de sus competencias. La supervisión directa de la defensa territorial estatal la realiza el jefe del Estado Mayor, mientras que el Comandante de las Fuerzas Armadas asume la supervisión general a través del Estado Mayor y la oficina del Comandante de la FDTU.
Debido a sus tareas de defensa territorial, las Fuerzas de Defensa Territorial participan en las Fuerzas Armadas de Ucrania y otras formaciones militares formadas de conformidad con la Constitución y las leyes de Ucrania, incluidas las fuerzas del orden, las unidades del Servicio de Transporte Especial del Estado y el Servicio Estatal de Comunicaciones Especiales de Ucrania y los órganos y oficinas pertinentes del gobierno de la república.
Las comisarías militares regionales forman batallones de fusileros independientes. Las comisarías militares de distrito (ciudad) forman unidades de defensa en una cantidad de 2 a 5 unidades, dependiendo de las tareas asignadas. Las comisarías militares regionales y distritales cuentan con una compañía de personal de defensa, involucrada en la tarea de defensa territorial (DT).
Todas las unidades están equipadas con reservistas y personal de servicio militar obligatorio. Preparación de las unidades de TD realizadas dentro de las reuniones educativas del servicio militar (con atractivo práctico) y las actividades realizadas entre éstas.
Las unidades del ILTD están formadas por veteranos de fuerzas armadas extranjeras y están organizadas de la misma manera que el resto del FDT.

## Comandantes
- Yuriy Halushkin (1 de enero-15 de mayo de 2022)[27]
- Ihor Tantsiura (15 de mayo de 2022-9 de octubre de 2023)[28][29]
- Anatoli Barhilevich (9 de octubre de 2023–9 de febrero de 2024)[29]
- Ihor Plakhuta (11 de febrero de 2024-presente)[30]